# José Miguel Álvarez
José Miguel Álvarez Pozo (Cuba, 26 de novembro de 1949) é um ex-basquetebolista cubano que integrou a Seleção Cubana que conquistou a Medalha de Bronze disputada nos XX Jogos Olímpicos de Verão realizados em Munique em 1972.